# BC Apollo in het seizoen 2013-14
Het seizoen 2012–13 van BC Apollo was het 3e seizoen van de club en het 2e seizoen in de DBL. Na een eerste seizoen te hebben afgesloten was het doel om dit seizoen deel te nemen aan de play-offs. Hiervoor werd coach Hakim Salem ingeschakeld.

## Verloop van het seizoen
Een bredere selectie, dat was wat Apollo nodig had om het doel te bereiken. De topscoorder en assistgever (Aron Royé) en toprebounder (Berend Weijs) bleven, evenals Jos van der Laan, Yannick Brunink en Joël Brandt. Apollo zag echter Jeremy Ormskerk naar Weert vertrekken en ook Jesse Markusse besloot elders te gaan spelen, namelijk bij Aris Leeuwarden die afgelopen seizoen de grote verrassing waren door de finale van de play-offs te behalen. Apollo haalde op haar beurt Robert Krabbendam terug naar de hoofdstad. Samen met Lucas Steijn vormde hij met Berend Weijs een luchtmacht. Steijn bleek in de aanval een grote aanwinst te zijn onder het bord. Verder haalde Apollo oud-Amsterdammers Andrew Dawson en Jeffrey de Vries Andries terug en met Mark Ridderhof vanuit Landstede Basketbal en Gian Slagter van Rotterdam Basketbal kreeg de ploeg van coach Salem vorm. Voor de winterstop werd Weert twee keer verslagen en ook van Rotterdam werd nog gewonnen. Dat hield de hoofdstedelingen op koers richting de play-offs, maar moesten nog een lange weg afleggen om Rotterdam voorbij te gaan. Rond de winterstop kwam naar voren dat Amsterdam Basketbal opnieuw financieel onder vuur kwam te staan. Daarbij kwam dat Robert Krabbendam naar datzelfde Rotterdam verkaste en Andrew Dawson de rest van het seizoen moest missen met een blessure. Hiervoor werden Harvey van Stein en Jirian Roodheuvel teruggehaald. Toch kon Apollo gewoon het seizoen afmaken. Rotterdam wist na de winterstop ook niet meer te winnen, enkel van Aris. Apollo wist zelf nog twee keer te winnen van Rotterdam en één keer van Weert. In de allerlaatste speelronde stonden zowel Apollo als Rotterdam op de 8e plaats, maar het onderling resultaat was voor Apollo. In de laatste wedstrijd verloor Apollo van Aris, maar omdat Rotterdam van Weert verloor was de 8e plaats voor Apollo en behaalde daarmee de play-offs van dit seizoen. Tegen de nummer 1 Gasterra Flames verloor Apollo twee keer.

### Spelers
2009/10 · 2010/11 · 2011/12 · 2012/13 · 2013/14 · 2014/15 · 2015/16 · 2016/17 · 2017/18 · 2018/19 · 2019/20